# Deinopis plurituberculata
Deinopis plurituberculata är en spindelart som beskrevs av Cândido Firmino de Mello-Leitão 1925. 
Deinopis plurituberculata ingår i släktet Deinopis och familjen Deinopidae. Inga underarter finns listade i Catalogue of Life.